# Cardita hawaiensis
Cardita hawaiensis is een tweekleppigensoort uit de familie van de Carditidae. De wetenschappelijke naam van de soort is voor het eerst geldig gepubliceerd in 1938 door Dall, Bartsch & Rehder.